# ثيودور جي. غارفيلد
ثيودور جي. غارفيلد (بالإنجليزية: Theodore G. Garfield)‏ هو محامي وقاضي أمريكي، ولد في 12 نوفمبر 1894، وتوفي في 4 نوفمبر 1989.